# Wildes Feld

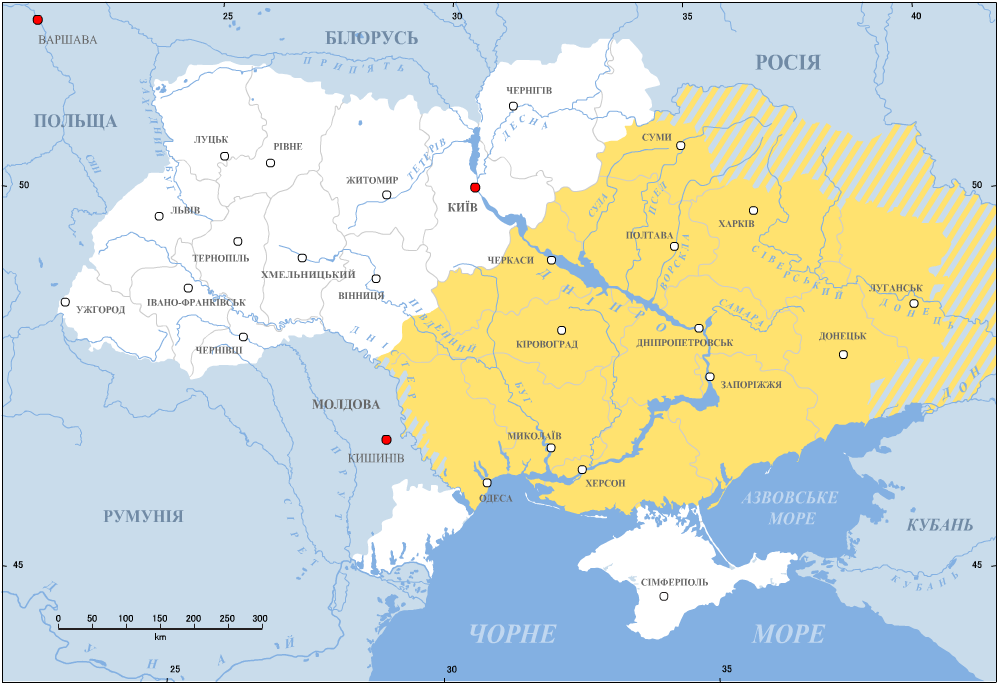
Wildes Feld

Wildes Feld bzw. Wilde Felder oder Descht-i-Kiptschak (russisch Дикое поле, Dikoje pole; ukrainisch Дике Поле Dyke Pole; polnisch Dzikie Pola) waren seit der Epoche der Kiewer Rus bis in das 18. Jahrhundert gebräuchliche Begriffe für die Steppenlandschaft der heutigen Süd- und Ostukraine sowie der angrenzenden Regionen Russlands, auch Pontokaspis genannt. Aufgrund der fehlenden natürlichen Barrieren ermöglichte dieser Ausläufer der großen Eurasischen Steppe hohe Mobilität und war seit jeher ein Durchgangsgebiet für zahlreiche von Ost nach West ziehende Reitervölker und Nomaden. Die Nordgrenze des Wilden Feldes zur Waldlandschaft Osteuropas bildete lange Zeit auch die Grenze zwischen nomadischen und sesshaften Zivilisationen. Obwohl die Gebiete des Wilden Feldes durch die hohe Konzentration der Schwarzerde sehr fruchtbar waren, waren sie für die landwirtschaftliche Nutzung aufgrund der ständigen Bedrohung und Angriffe der Reiternomaden lange Zeit unerschlossen und bis in die Neuzeit dünn besiedelt.

## Geschichte

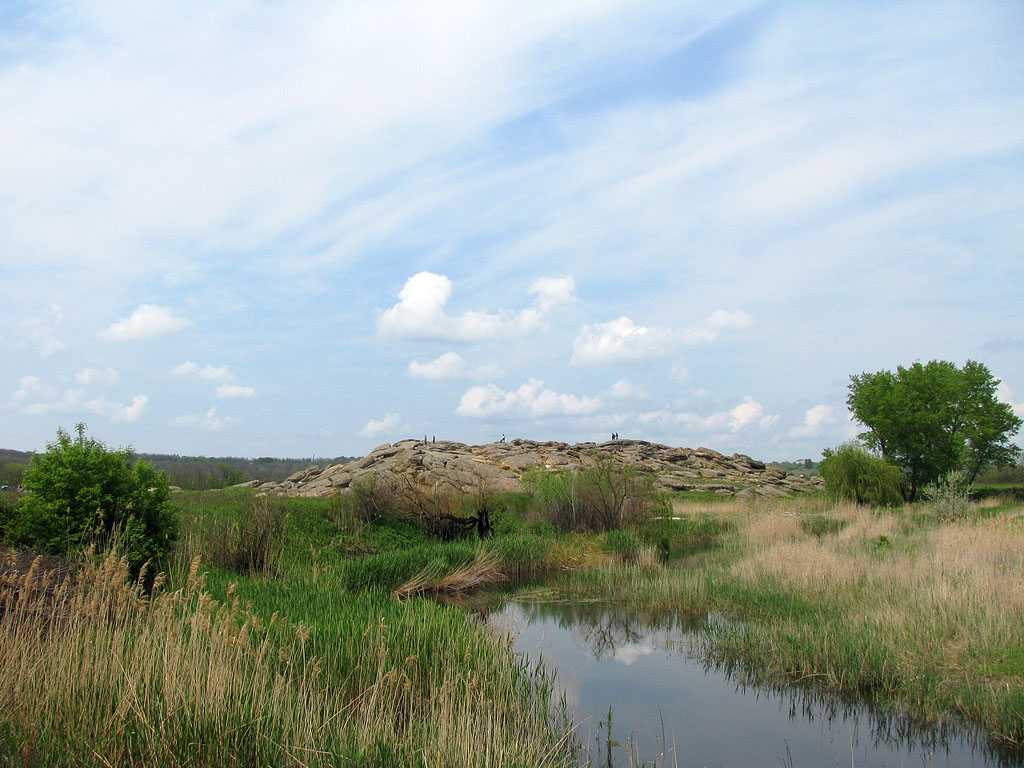
Kamjana Mohyla, eine Gruppe von Sandsteinblöcken mit Petroglyphen

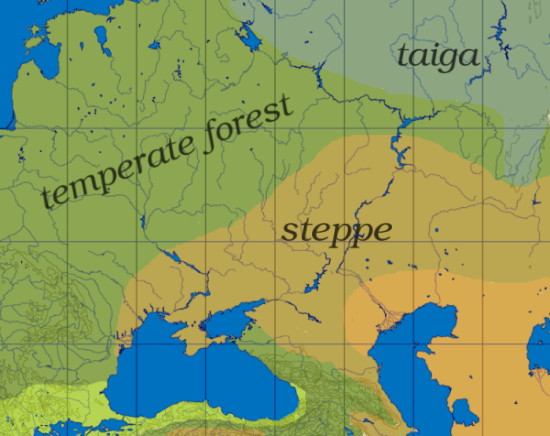
Pontisch-Kaspische Steppe (das Wilde Feld befindet sich im westlichen Teil)

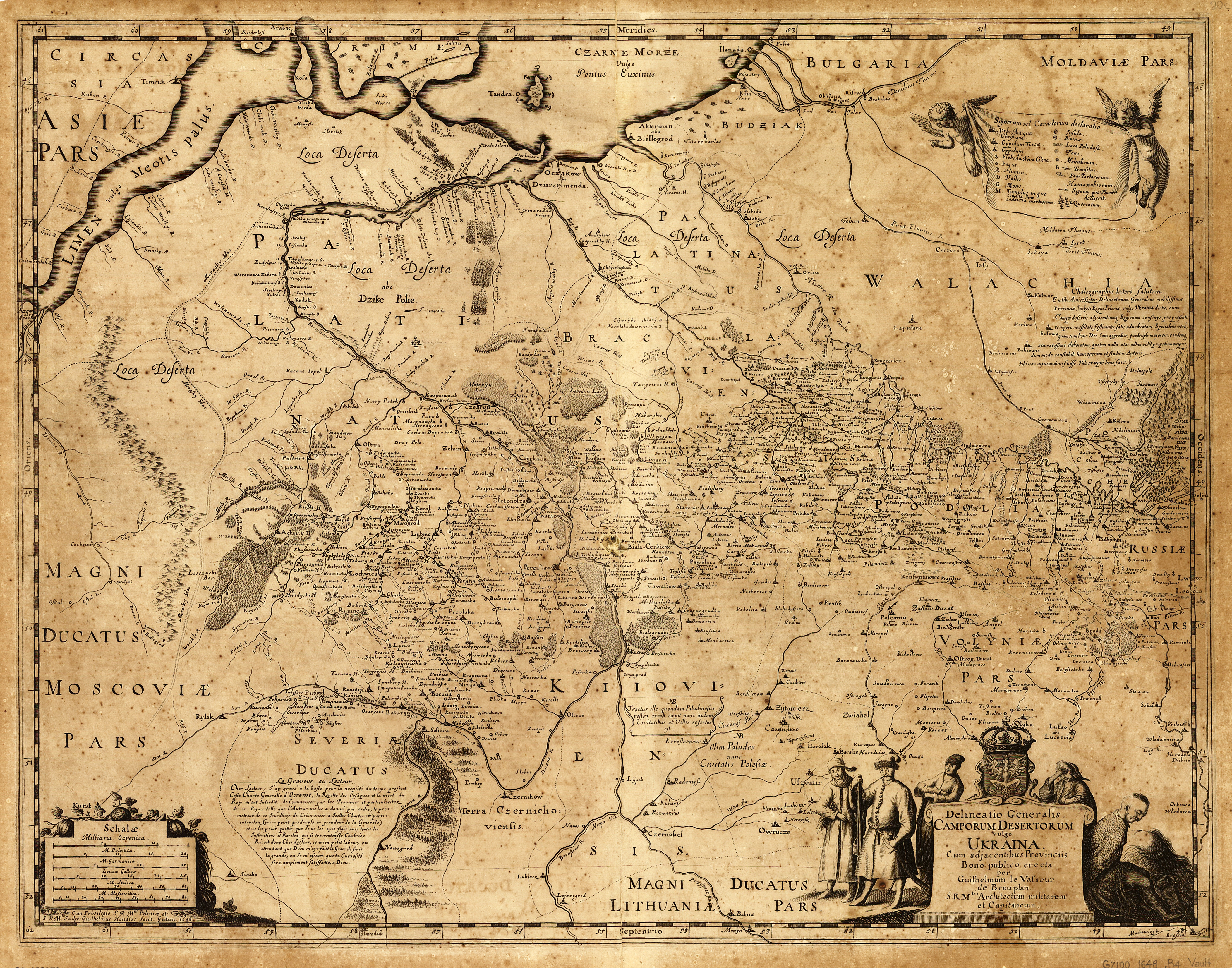
„Camporum Desertorum vulgo Ukraina“ bei Vasseur de Beauplan (1648)

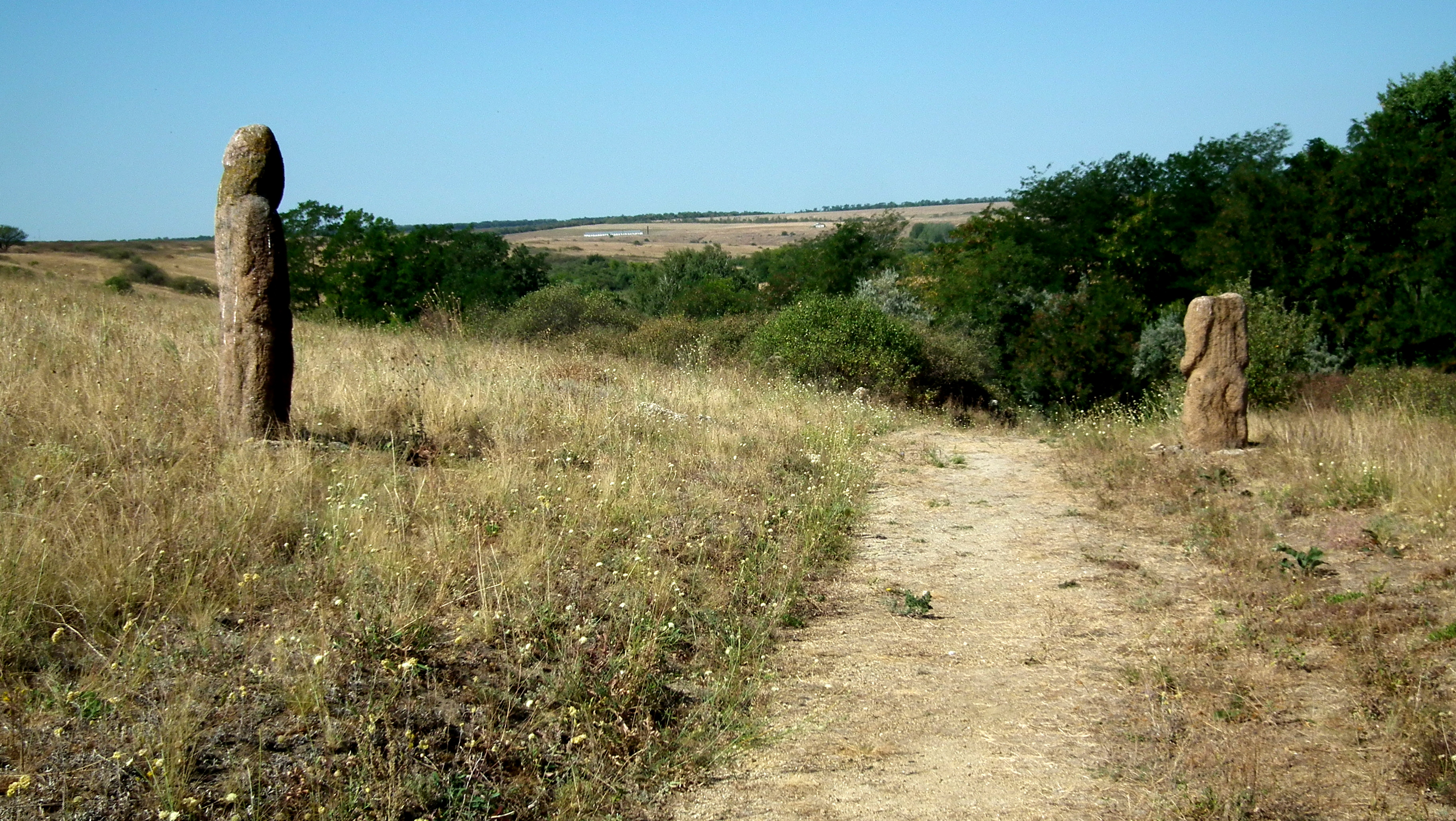
Steinfiguren der Kiptschaken (Polowzer) aus dem 12. Jahrhundert

In der Antike waren die offenen Landschaften des Wilden Feldes von den iranischsprachigen Skythen und Sarmaten besiedelt, die zahlreiche Kurgane und Grabstätten hinterließen. Während der Zeit der Völkerwanderung nutzten Völker wie Hunnen, Awaren, Bulgaren oder Magyaren das Wilde Feld für Einfälle oder Migrationen nach Westen. Im 8. und 9. Jahrhundert besiedelten vorübergehend ostslawische Stämme (Tiwerzen und Ulitschen) die Gebiete zwischen Pruth und Dnepr, wurden aber im 10. Jahrhundert von den turkstämmigen Petschenegen verdrängt. Die Rus nutzten den Dnepr als einen Teil des Weges von den Warägern zu den Griechen für Feldzüge und Handel mit Byzanz und mussten dafür die gefährlichen Steppenlandschaften durchqueren. So geriet beispielsweise Großfürst Swjatoslaw I. im Jahr 972 bei der Rückkehr vom Balkan in einen Hinterhalt der Petschenegen und wurde getötet. Nachdem die Petschenegen geschlagen und vertrieben wurden, kamen an ihre Stelle die Kumanen (Polowzer), die die Kiewer Rus weitere 150 Jahre lang heimsuchten. Sie hinterließen in der Steppe zahlreiche Steinfiguren.
Aus dem Wilden Feld kamen anfangs auch die Mongolen und schlugen eine russische Streitmacht in der Schlacht an der Kalka im Jahr 1223 in der Nähe des heutigen Donezk. Mit der mongolischen Invasion wurden viele slawische Städte und Siedlungen wieder zerstört, die mit der Zeit immer weiter ins fruchtbare Wilde Feld vorgerückt waren. Das Gebiet gehörte lange Zeit der Goldenen Horde, die die offenen Landschaften weiterhin für Beutezüge und Angriffe auf russische Städte nutzte, von denen viele mittlerweile dem Großfürstentum Litauen unterstanden. Aus dem Zerfall der Goldenen Horde ging als ein Splitterstaat das Krimkhanat hervor, das zusammen mit der Nogaier-Horde weite Teile der Steppe beherrschte und regelmäßige Raubzüge gegen Moldau, die polnisch-litauische Ukraine sowie Moskau bzw. Russland unternahm, bei denen viele Sklaven erbeutet wurden.
Obwohl das Wilde Feld wegen der (krim-)tatarischen Bedrohung sehr gefährlich war, bot es auch Freiräume für die ostslawischen Bauern, die dem feudalen Druck der polnisch-litauischen Adelsrepublik oder des Zarenreiches entkommen wollten. Sie gründeten als Wehrbauern Gemeinschaften der Kosaken und führten ein halblegales Dasein als Räuber, aber auch als Beschützer der Ukraine gegen die Krimtataren. Das Land südlich der Dnepr-Stromschnellen nannte sich Saporischschja (wörtlich: hinter den Stromschnellen) und war namensgebend für die Saporoger Kosaken, die hier ihr Zentrum, die Saporoger Sitsch aufbauten. Hier nahm auch immer wieder der Widerstand gegen die polnische Oberherrschaft über die Ukraine seinen Anfang und mündete 1648 in dem großen Chmelnyzkyj-Aufstand. Infolge des Bündnisschlusses mit Russland stellte sich die Ukraine östlich des Dneprs langfristig unter die Herrschaft des Zaren.
Auch wenn die slawische Zivilisation langsam nach Süden vordrang, beispielsweise mit der festen Besiedelung der Sloboda-Ukraine, dauerte es noch über hundert Jahre, bis im Laufe des Russisch-Türkischen Krieges 1768–1774 das Khanat der Krim vom Osmanischen Reich abgetrennt und kurze Zeit später vom Russischen Reich annektiert wurde. Die Beseitigung der Tatarengefahr ermöglichte unter der Leitung des Fürsten Grigori Potjomkin ein breit angelegtes Erschließungs- und Besiedlungsprogramm für die neuerworbenen Gebiete, die Neurussland genannt wurden. Am Ende des 18. Jahrhunderts wurden zahlreiche Städte gegründet, die den Begriff des Wilden Feldes obsolet machten. Unter ihnen befanden sich solche Städte wie Jelisawetgrad, Cherson, Nikolajew, Jekaterinoslaw, Odessa und andere. Zur Besiedelung der fruchtbaren Gebiete wurden unter anderem Bauern aus Serbien (siehe Neuserbien) und Deutschland (siehe Schwarzmeerdeutsche) angelockt. Hauptsächlich wurde das Wilde Feld jedoch von Ukrainern und Russen besiedelt, was bis heute eine kulturelle Nähe dieser Gebiete zu beiden Völkern bedingt.